# Рябинский, Аполлинарий Александрович
Аполлина́рий Алекса́ндрович Ряби́нский (15 июля 1890, Витебск — 10 апреля 1982, Буэнос-Айрес) — русский офицер, герой Первой мировой войны, полковник Корниловского ударного полка.

## Биография
Сын генерал-майора в отставке Александра Сергеевича Рябинского (1857—1918), расстрелянного большевиками во Владикавказе.
Окончил Сибирский кадетский корпус (1911) и Киевское военное училище (1913), откуда выпущен был подпоручиком в 80-й пехотный Кабардинский полк.
18 ноября 1913 года переведен в 81-й пехотный Апшеронский полк, в рядах которого и вступил в Первую мировую войну. Пожалован Георгиевским оружием
За то, что, будучи в чине подпоручика и состоя в рядах 81-го пехотного Апшеронского Императрицы Екатерины Великой, ныне Его Императорского Высочества Великого Князя Георгия Михайловича полка, в ночном бою 14-го мая 1915 года, у с. Вилева лично ведя роту в атаку, захватил неприятельский полевой караул, преодолел проволочные заграждения и штыковым ударом выбил противника из укрепления, первым вскочив на вал окопа.
Произведен в поручики 22 октября 1915 года «за выслугу лет», в штабс-капитаны — 12 февраля 1916 года. 9 сентября 1916 года переведен в 11-й Особый пехотный полк, а 22 ноября того же года — в 12-й Особый пехотный полк. На 24 января 1917 года — в том же чине в том же полку.
В декабре 1917 года вступил в Добровольческую армию, был зачислен в Корниловский ударный полк. В боях — с 18 января 1918 года, участвовал в 1-м Кубанском походе в должности помощника командира пулеметной роты Корниловского полка. Был ранен под Армавиром 14 октября 1918 года. Служил в 1-м Корниловском полку в составе Вооруженных сил Юга России и Русской армии до эвакуации Крыма. Был произведен в капитаны, а затем в полковники. На 18 декабря 1920 года — в штабе Корниловского полка в Галлиполи, осенью 1925 года — в составе того же полка в Болгарии.
В эмиграции в Югославии. Состоял председателем полкового объединения 81-го пехотного полка. После Второй мировой войны переехал в Аргентину. Сотрудничал в журналах «Вестник Первопоходника» и «Военная Быль». Для юбилейной памятки «Корниловцы: 1917 — 10 июня — 1967» написал статьи «Те, о ком не пишут в реляциях», «Броневик „Корниловец“» и «В готовности к походу». Был последним живущим апшеронцем.
Скончался в 1982 году в Буэнос-Айресе. Похоронен на Британском кладбище. Был женат на Агнии Николаевне Агеевой (1895—после 1969), первопоходнице, в Гражданскую войну бывшей сестрой милосердия во 2-м Корниловском полку.

## Награды
- Орден Святой Анны 4-й ст. с надписью «за храбрость» (ВП 3.01.1915)
- Орден Святого Станислава 3-й ст. с мечами и бантом (ВП 4.01.1915)
- Орден Святой Анны 3-й ст. с мечами и бантом (ВП 4.09.1915)
- Орден Святого Владимира 4-й ст. с мечами и бантом (ВП 11.09.1915)
- Высочайшее благоволение «за отличия в делах против неприятеля» (ВП 9.08.1916)
- Орден Святой Анны 2-й ст. с мечами (ВП 19.11.1916)
- Орден Святого Станислава 2-й ст. с мечами (ВП 19.12.1916)
- Георгиевское оружие (ВП 24.01.1917)